# BASF

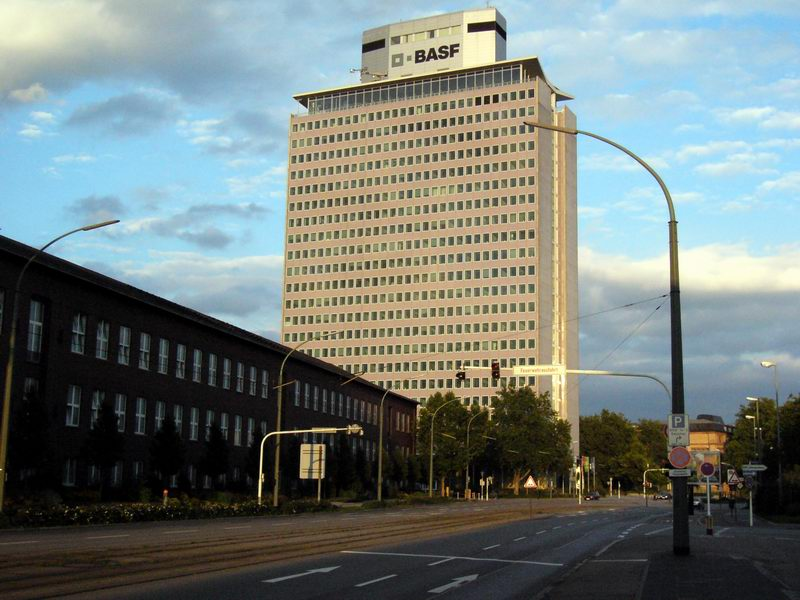
BASF székház

A BASF (Badische Anilin- und Soda Fabrik, magyarul: Badeni Anilin- és Szóda Gyár) német vegyipari cég, 1865. április 6-án alapították Mannheimben. Székhelye Ludwigshafenben található.
A cégnek 170 országban 122 000 munkatársa van 150 termelő telephelyen. A vevőkapcsolatok 200 országra terjednek ki. 2009-ben a vállalatcsoport összárbevétele meghaladta az 50 milliárd eurót. Forgalma alapján a BASF a világ legnagyobb vegyipari vállalata. Magyarországon három telephelye működik. A BASF Hungária 2009-ben 140 főt foglalkoztatott. A BASF Csoport Magyarországon elért árbevétele meghaladta a 172 millió eurót. A BASF részvényei benne vannak a DAX-indexben, ezenkívül jegyzik a New-York-i, a londoni és a zürichi tőzsdén is.

## Története
A céget 1865-ben alapította Bádenben Friedrich Engelhorn, aki lámpagyújtó volt a városban. A tevékenység melléktermékét, a kátrányt Engelhorn festékek gyártására használta, majd később egyéb vegyi anyagokat is elkezdett gyártani, melyek a festékgyártáshoz szükségesek, mint a szódabikarbóna és egyes savak. Az anilin feltalálása 1856-ban, Angliában lehetővé tette a szintetikus festékek gyártását és a BASF Heinrich Caro felvételével egy angol festékipari veteránt is megnyert az ügynek. 1901-re a BASF termékeinek körülbelül 80%-a volt festék.
A 20. század elején, Fritz Haber vegyész bemutatta cégnek az ammóniaszintézis folyamatát. A BASF cég, illetve Carl Bosch kémikus vállalta a szintézis energetikai problémáinak megoldását, valamint biztosította az olcsó katalizátorokat és a nagy nyomást előállító reaktort. A cég exkluzív jogokat nyert az ammónia Haber-féle előállítására, és ennek köszönhetően a társaság terjeszkedni is tudott. 1914-től a BASF Ludwigshafenben már napi 20 tonna ammóniát állított elő. Az első világháború során a cég robbanóanyagokat is gyártott, ám az 1921-ben Oppauban bekövetkezett robbanás következtében 565 ember halt meg, ami máig a legnagyobb német ipari katasztrófa. Ezt követően a vállalat a Bayerrel és még 4 másik céggel megalapította az IG Farbent, elvesztve ezzel függetlenségét.
IG Farbenként a cég története nem igazán fényes, a cég együttműködött a nácikkal és részt vett a gázkamrákban használt Zyklon B gyártásában is. A háborút követően a szövetségesek feloszlatták a céget, majd létrehozták az IG FARBEN AG-t (1952-2012), mely háborús büntetéseket fizetett évtizedeken át.
A vállalatot eredeti nevén 1952-ben Carl Wurster alapította újra. A cég a német gazdasági csodának és az olyan új, szintetikus termékeknek, mint a nylon vagy a polisztirol, köszönhetően gyors növekedésnek indult és az 1960-as években már Németországon kívül is megjelent. A társaság jelenleg számos piacon aktív, mint például a vegyi anyagok, a különböző műanyagok, növényvédőszerek és újabban a GMO termékek piacán is. A biotechnológiai kutatások területén a cég együttműködik a Monsantóval.

## Magyarországi képviseletei
A BASF Poliuretán Hungária Kft. (korábbi nevén Elastogran–Kemipur) 1986-ban kezdte meg működését a Budapest közeli Solymáron. A BASF cégcsoport egyetlen hazai gyártókapacitása a solymári székhelyű BASF Poliuretán Hungária Kft., ahol poliuretán rendszerek előállításával foglalkoznak. A cégcsoport magyarországi leányvállalatai – a BASF Poliuretán Hungária Kft., a XIII. kerületi székhelyű BASF Hungária Kft., valamint ez utóbbi Építési vegyi anyag divíziója – összesen 120 főt foglalkoztatnak, melyek együttes árbevétele 2011-ben 212 millió euró volt.